# Sam McClelland
Sam McClelland (Coleraine, 4 gennaio 2002) è un calciatore nordirlandese, difensore del St. Johnstone.

## Caratteristiche tecniche
È un difensore centrale.

## Carriera

### Club
Cresciuto nel Coleraine, squadra della sua città natale, nel 2018 si trasferisce al Chelsea che lo aggrega al proprio settore giovanile; nella stagione 2022-2023 gioca in prestito nella quarta divisione inglese al Barrow, realizzando una rete in 27 partite di campionato giocate. Si trasferisce poi a titolo definitivo al St. Johnstone, nella prima divisione scozzese; nel corso della stagione, che il club termina all'ultimo posto retrocedendo quindi in seconda divisione, McClelland gioca una sola partita per poi rompersi il tendine d'Achille, infortunio che lo tiene lontano dal campo per tutta l'annata; a fine anno rimane svincolato.

### Nazionale
Ha giocato nella nazionali giovanili nordirlandesi Under-17, Under-19 ed Under-21.
Nel maggio del 2021 riceve la prima convocazione dalla nazionale maggiore nordirlandese in vista delle amichevoli contro Malta e Ucraina; esordisce il 3 giugno proprio contro l'Ucraina.

## Statistiche
Statistiche aggiornate al 3 giugno 2021.

### Cronologia presenze e reti in nazionale
| Cronologia completa delle presenze e delle reti in nazionale ― Irlanda del Nord | Cronologia completa delle presenze e delle reti in nazionale ― Irlanda del Nord | Cronologia completa delle presenze e delle reti in nazionale ― Irlanda del Nord | Cronologia completa delle presenze e delle reti in nazionale ― Irlanda del Nord | Cronologia completa delle presenze e delle reti in nazionale ― Irlanda del Nord | Cronologia completa delle presenze e delle reti in nazionale ― Irlanda del Nord | Cronologia completa delle presenze e delle reti in nazionale ― Irlanda del Nord | Cronologia completa delle presenze e delle reti in nazionale ― Irlanda del Nord |
| Data                                                                            | Città                                                                           | In casa                                                                         | Risultato                                                                       | Ospiti                                                                          | Competizione                                                                    | Reti                                                                            | Note                                                                            |
| ------------------------------------------------------------------------------- | ------------------------------------------------------------------------------- | ------------------------------------------------------------------------------- | ------------------------------------------------------------------------------- | ------------------------------------------------------------------------------- | ------------------------------------------------------------------------------- | ------------------------------------------------------------------------------- | ------------------------------------------------------------------------------- |
| 3-6-2021                                                                        | Dnipro                                                                          | Ucraina                                                                         | 1 – 0                                                                           | Irlanda del Nord                                                                | Amichevole                                                                      | -                                                                               | 89’                                                                             |
| Totale                                                                          |                                                                                 | Presenze                                                                        | 1                                                                               |                                                                                 | Reti                                                                            | 0                                                                               |                                                                                 |

## Palmarès

### Club

#### Competizioni nazionali
- Scottish Championship: 1

Dundee United: 2023-2024